# Opération Re Mida
Pour plus de détails, voir Fiche technique et Distribution.
Opération Re Mida (Lucky, el intrépido) est un film d'espionnage italo-espagnol coécrit et réalisé par Jesús Franco, sorti en 1967. 

## Synopsis
Dans une chambre d'hôtel de Londres, un homme est assassiné par un tueur tuberculeux. Ce dernier vole sa valise pleine de dollars et met le feu au contenu. 
Une société secrète aux implications financières mondiales, nommé L'Archange, demande à l'agent secret Lucky Mulligan de retrouver les responsables de l'apparition de faux dollars sur les marchés du monde entier. Ce plan machiavélique est fomenté par une bande organisée, dirigée par un certain Lunettes d'Or, qui veut inonder le marché financier de fausse monnaie pour ruiner les pays capitalistes. Épaulé par son collègue Michele, Lucky se rend en Albanie où se trouve l'usine qui fabrique le papier servant de matière première aux faussaires. L'avion qui les emmène est abattu mais le duo d'espions survit et gagne la papeterie. Mais Lucky comprend qu'il ne s'agit pas qu'une affaire de faux monnayeurs car il doit affronter une organisation nazie menée par son ami Michele et une jolie danseuse... 

## Fiche technique
- Titre original : Lucky, el intrépido
- Titre français : Opération Re Mida
- Réalisation : Jesús Franco (crédité comme Jess Franco)
- Scénario :  Jesús Franco, José Luis Martínez Mollá, Julio Buchs et Remigio Del Grosso
- Montage : Antonietta Zita
- Musique : Bruno Nicolai
- Photographie : Fulvio Testi
- Production : José Luis Jerez Aloza, José Frade et Luis Méndez
- Sociétés de production : Atlantida Films et Dauro Film (Espagne), Fono Roma et Explorer Films 58 (Italie)
- Pays d'origine :  Espagne et  Italie
- Langue originale : anglais
- Format : couleur
- Genre : espionnage
- Durée : 94 minutes
- Dates de sortie : 
  -  Italie : 23 juin 1967
  -  Allemagne de l'Ouest : 1er septembre 1967

## Distribution
- Ray Danton : Lucky Mulligan
- Dante Posani : Michele
- Rosalba Neri : Yaka
- Barbara Bold : Brunehilde/Conny Candy
- Beba Loncar : Beba, l'espionne russe
- Teresa Gimpera : Cleopâtre
- María Luisa Ponte : Madame Linda
- Marcelo Arroita-Jáuregui
- Manuel Vidal
- Candida Losada
- Antonio Sempere
- Vincent Roca
- Hector Quiroga
- Patty Shepard
- Jesús Franco : le messager au couteau/l'homme du train